# Nazik Avdalyan
Nazik Avdalyan, née le 31 octobre 1986 à Gyumri, est une haltérophile arménienne, championne du monde 2009 Elle a remporté une médaille d'or aux Championnats du monde d'haltérophilie 2009. Avdalyan est la première haltérophile d'Arménie à remporter une médaille d'or aux Championnats du monde d'haltérophilie et la première femme d'Arménie à remporter un championnat du monde dans n'importe quel sport.

## Biographie
Nazik Avdalyan est née le 31 octobre 1986 à Gyumri, en Arménie. Elle a grandi dans une famille d'ingénieur (père - Vardan Haykaz Avdalyan) et de comptable (mère - Anush Karlen Vardanyan). Elle était l'aînée de ses deux frères et sœurs. De l'âge de 5 à 17 ans, elle a pratiqué l'acrobatie. Comme à l'époque, les opportunités de participer à des compétitions à l'étranger n'étaient pas
abondantes, à l'âge de 18 ans, elle a décidé de changer sa carrière professionnelle pour l'haltérophilie. Ce faisant, elle pouvait rester dans le sport qu'elle aimait profondément. Son entraîneur était Artashes Nersisyan.
De 1993 à 2003, elle a fréquenté l'école de base N 4 à Gyumri. De 2003 à 2007, elle a étudié à
l'Université pédagogique d'État de Gyumri, à la faculté d'éducation physique, au département de
kinésiologie. De 2020 à 2021, elle a fait sa maîtrise à l'Institut arménien d'éducation physique et
de sport, à la faculté de psychologie du sport.

## Carrière en compétition
Championnats du monde d'haltérophilie 2006
En 2006, elle est apparue pour la première fois dans un championnat international, les Championnats
du monde à Saint-Domingue (République Dominicaine). Elle a commencé dans la catégorie de
poids jusqu'à 69 kg de poids corporel (KG) et a réalisé 221 kg (100-121) dans le duel, ce qui lui a
valu la 7ème place.
Championnats d'Europe d'haltérophilie 2007
En 2007, à Strasbourg, elle est devenue vice-championne d'Europe (jusqu'à 69 kg de poids corporel) et a augmenté sa performance en duels à 241 kg (105-136).
Championnats du monde d'haltérophilie 2007
Aux Championnats du monde 2007 à Chiang Mai, en Thaïlande, Nazik Avdalyan n'a pas tout à fait égalé la performance de Strasbourg avec 235 kg (102-135) et a terminé à la 5e place.
Championnats d'Europe d'haltérophilie 2008
En 2008, elle a remporté son premier titre aux Championnats d'Europe à Lignano. Elle a remporté la classe jusqu'à 69 kg de poids corporel avec 242 kg (106-131) devant Tatiana Matveyeva de Russie, qui a marqué 239 kg. Aux Jeux olympiques de 2008 à Pékin, elle était en fait une prétendante sûre pour une médaille et n'a pas participé.
Championnat du monde universitaire 2008
Nazik Avdalyan a participé aux |Championnats du monde universitaires 2008 à Komotini, en Grèce (jusqu'à 69 kg de poids corporel) et a terminé à la 2e place.
Championnat d'Europe 2009
En 2009, Nazik Avdalyan a réalisé 245 kg (110-135) en duel aux Championnats d'Europe à Bucarest et avec cette performance, elle a pris la 2e place.
wiki/2009_World_Weightlifting_Championships Championnat du monde 2009
Aux Championnats du monde 2009 à Goyang/Corée du Sud, elle a surpris ses concurrents et le public professionnel avec une augmentation à 266 kg (119-147), avec laquelle elle est devenue la nouvelle championne du monde dans la classe jusqu'à 69 kg de poids corporel. Pour la première fois lors d'un championnat international, elle a battu Oksana Slivenko, qui a réalisé 264 kg et est arrivée à la 2e place. Depuis 2009, personne n'a jamais enregistré un tel résultat dans le monde.
Championnats du monde d'haltérophilie 2015
En 2015, après six ans de pause dans sa carrière depuis 2009, 7 mois après avoir été opérée, elle est revenue au sport professionnel et a participé à l'essai au Championnat du monde qui s'est tenu aux États-Unis, à Houston, où elle a pris la 12e place.
Championnats d'Europe d'haltérophilie 2016
En 2016, après sept ans d'absence, Nazik Avdalyan a fait un retour incroyable et a remporté une médaille d'or aux Championnats d'Europe d'haltérophilie 2016 à Fjord en Norvège.
 31eme Jeux olympiques 2016
En 2016, Nazik Avdalyan a réalisé 242 kg (107-135) aux 31e Jeux olympiques à Rio de Janeiro, au Brésil, et a terminé à la 5e place.

## Statistiques de l'haltérophilie
| Année | Lieu                                   | Tournoi                               | Poids | Arraché (kg) | Épaulé-jeté (kg) | Classement                |
| ----- | -------------------------------------- | ------------------------------------- | ----- | ------------ | ---------------- | ------------------------- |
| 2006  | Saint-Domingue, République Dominicaine | Championnats du monde d'haltérophilie | 69 kg | 221 kg       | 100-121          | 7                         |
| 2007  | Strasbourg, France                     | Championnat d'Europe                  | 69 kg | 241 kg       | 105-136          | Médaille d'argent, Europe |
| 2007  | Chiang Mai, Thailand                   | Championnats du monde d'haltérophilie | 69 kg | 235 kg       | 102-133          | 5                         |
| 2008  | Lignano Sabbiadoro, Italy              | Championnat d'Europe                  | 69 kg | 242 kg       | 106-136          | Médaille d'or, Europe     |
| 2008  | Komotini, Greece                       | Championnat du monde universitaire    | 69 kg | 215 kg       | 95-120           | Médaille d'argent, monde  |
| 2009  | Bucharest, Romania                     | Championnats d'Europe                 | 69 kg | 245 kg       | 110-135          | Médaille d'argent, Europe |
| 2009  | Goyang, South Korea                    | Championnats du monde d'haltérophilie | 69 kg | 266 kg       | 119-147          | Médaille d'or, monde      |
| 2015  | Houston, United States                 | Championnats du monde d'haltérophilie | 69 kg | 230 kg       | 105-125          | 12                        |
| 2016  | Førde, Norway                          | Championnats d'Europe d'haltérophilie | 69 kg | 237 kg       | 105-132          | Médaille d'or, Europe     |
| 2016  | Rio de Janeiro, Brazil                 | Jeux olympiques d'été de 2016         | 69 kg | 242 kg       | 107-135          | 5                         |

## Honneurs
2007,  Championnats d'Europe , 1 médaille de bronze et 2 médailles d'argent
2008,  Championnats d'Europe, 3 médailles d'or
2008, Championnat du monde universitaire, 1 médaille de bronze et 2 médailles d'argent
2009,  Championnats d'Europe, 1 médaille de bronze et 2 médailles d'or
2009, Championnat du monde, 3 médailles d'or
2016,  Championnats d'Europe, 1 médaille d'argent et 2 médailles d'or

## Certificats d'honneur
1. Certificat d'appréciation de la Fédération européenne d'haltérophilie(EWF) pour sa performance exceptionnelle et son dévouement lors du 10e Championnat Européen d'Haltérophilie, qui s'est tenu à Erevan, en Arménie, en 2023.
2. Nazik Avdalyan a suivi avec succès une formation courte et un examen d'entraîneur de bodybuilding et de fitness organisés par l'Association arménienne de médecine du sport et True Vector LLC le 04/03/23 à Erevan, en Arménie.
3. Certificat de la Fédération Fédération européenne d'haltérophilie (EWF) à Nazik Avdalyan pour sa performance exceptionnelle et son dévouement lors du 10e Championnat d'Europe Senior qui s'est tenu à Erevan, en Arménie, en 2022.
4. Nazik Avdalyan est encouragée pour sa contribution au Championnat du Monde d'Haltérophilie en Corée et pour avoir remporté le championnat. Décerné par le Ministère de l'Éducation et de la Science de la République d'Arménie.
5. Récompensée pour avoir remporté la première place au concours de tir des jeux sportifs interuniversitaires "Coupe des Conférenciers" en 2021.
6. Certificat de l'Union des Arméniens d'Europe, conférant le titre de "Membre d'Honneur" à Mme Nazik Avdalyan. Le certificat est daté du 11 novembre 2017.
7. La Représentation de la région de Shirak du Comité National Olympique Arménien remet un prix à Nazik Avdalyan pour avoir remporté la première place dans les compétitions individuelles et par équipe aux Championnats d'Europe d'Haltérophilie 2016.
8. Dans la catégorie "Athlète féminine de l'année", la championne d'Europe et du monde, Maître honoré des sports Nazik Avdalyan a reçu le prix "LADY OF ARMENIA 2016".
9. Certificat décerné à Nazik Avdalyan par le Ministère de la Culture, de la Jeunesse et des Sports de la République d'Arménie (N001) en tant que Maître des Sports de la République d'Arménie. Délivré en 2009.
10. L'Administration de l'École des Hautes Maîtrises Sportives de Gyumri récompense l'athlète Nazik Avdalyan pour avoir été reconnue comme la meilleure athlète de la "Saison de compétition" 2008.
11. La municipalité de Gyumri présente un certificat d'honneur à une personne qui a été reconnue comme le meilleur athlète de la ville de Gyumri pendant la "Saison de compétition" 2007.
12. Certificat décerné à Nazik Avdalyan pour avoir été reconnue comme la meilleure jeune athlète de la région de Shirak lors du "Tournoi-2006".
13. Certificat décerné à Nazik Avdalyan par le Ministère de la Culture, de la Jeunesse et des Sports de la République d'Arménie en tant que Maître des Sports de la République d'Arménie. Délivré en 2001.
14. Décerné à Nazik Avdalyan pour avoir été incluse dans le top dix des meilleurs athlètes d'âge scolaire de la région de Shirak lors du "Tournoi-2000".

## Vie personnelle
Le 26 avril 2010, Nazik Avdalyan a eu un accident de voiture sur l'autoroute Erevan-Gyumri et a été transportée à l'hôpital de Gyumri. Elle avait reçu de multiples fractures osseuses et une blessure à la colonne vertébrale. Nazik Avdalyan a été transférée au centre médical Erebuni de Yerevan pour un examen complémentaire et a subi une chirurgie lombaire le 28 avril. Après le
processus de rééducation, Avdalyan a déclaré qu'elle pourrait à nouveau faire de la compétition sportive en 2015. Après sept ans d'absence, Avdalyan a fait un retour en force et a remporté une médaille d'or aux Championnats d'Europe d'Haltérophilie 2016.
Elle a été mariée à l'ancien haltérophile Erik Karapetyan (de 2012 à 2019). Le 27 novembre 2013, Avdalyan a donné
naissance à un fils, Vache.
Parallèlement aux brillantes victoires enregistrées au cours de sa carrière sportive, le parcours de
Nazik a été difficile, parsemé de nombreuses blessures (blessure des ligaments de la cheville,
rupture complète du ligament croisé antérieur du genou gauche, déchirure du ménisque, blessure
des articulations du poignet droit, blessure de l'articulation du coude, rupture partielle des
ligaments du coude, rupture partielle du muscle deltoïde moyen de la ceinture scapulaire, fracture de deux côtes, fracture de la colonne lombaire (vertèbre L1), qu'elle a surmontées avec courage.

## Carrière
2013-2014, entraîneur principal de l'équipe féminine d'haltérophilie junior
2020-2022, elle était professeur à l'Université d'État de Médecine, faculté d'éducation physique
2021-2022, directrice adjointe du hall des sports pour enfants et jeunes de Shengavit Depuis
2022, elle travaille comme entraîneur de fitness depuis 
2023, arbitre internationale

## Héritage et Certificats d'influence
1. Cérémonie UNIQUE AWARDS 2022-2023 : Récompensée à Nazik Avdalyan pour sa contribution au domaine du sport, pour avoir fait flotter de nombreuses fois le tricolore arménien sur les plateformes internationales, elle reçoit le prix spécial UNIQUE AWARDS.
2. Nazik Avdalyan est récompensée pour sa collaboration étroite avec l'Université Militaire nommée d'après V. Sargsyan du Ministère de la Défense de la République d'Arménie en 2021.
3. Un certificat d'appréciation est décerné à Nazik Avdalyan pour sa contribution au film "Voice of
the Greats" dédié au 100e anniversaire du Musée de Littérature et d'Art en 2021.
4. Le certificat semble être délivré par l'association caritative arménienne Art, Culture et Développement (AAD) pour la contribution de Nazik Avdalyan au sport arménien en 2021.
5. Un certificat de gratitude est remis à Nazik Avdalyan pour avoir rejoint l'initiative de don de mobilier scolaire aux écoles de la communauté de Gyulagarak en 2021.
6. Certificat délivré par "El-Mar Cinema Production" le 28 novembre 2021, pour sa coopération vigoureuse et pour son travail efficace.
7. de l'Éducation, de la Science, de la Culture et des Sports de la République d'Arménie d'État de la Culture et des Arts d'Erevan certificat d'honneur remis à la championne du monde et d'Europe d'haltérophilie Nazik Avdalyan pour sa contribution au sport arménien en 2021.
8. Un certificat d'appréciation est décerné à Nazik Avdalyan pour avoir eu une grande contribution au développement de l'haltérophilie en Artsakh en 2019.
9. Le certificat semble être délivré par l'association caritative arménienne Art, Culture et Développement (AAD) pour la contribution de Nazik Avdalyan au sport arménien en 2018.
10. En 2016, Nazik Avdalyan est récompensée par la Municipalité de Gyumri de la République d'Arménie pour son dévouement au sport et pour avoir remporté la première place aux Championnats d'Europe d'Haltérophilie
11. En 2009, Nazik Avdalyan reçoit les titres de "Phénomène de l'année" et de "Personnalité de l'année" par le "Hayeli" Press Club pour son succès dans l'obtention de la médaille d'or aux Championnats du monde d'haltérophilie 2009.
12. Le Président S. Sargsyan a décerné à N. V. Avdalyan la médaille de 2e degré "pour les services exceptionnels rendus à la patrie", pour avoir défendu l'honneur sportif de la patrie, représenté dignement l'Arménie sur la scène internationale, ainsi que pour avoir promu le développement de l'haltérophilie dans la République d'Arménie en 2009.
13. Le certificat est décerné à Nazik Avdalyan par le Ministère de la Culture, de la Jeunesse et des Sports de la République d'Arménie en tant que Maître des Sports de la République d'Arménie. Délivré en 2001.
14. Nazik Avdalyan se voit attribuer le titre honorifique de "Citoyenne d'honneur de Gyumri."